# Motoristov dnevnik
Motoristov dnevnik ali Dnevnik motorista (v španskem izvirniku Diarios de motocicleta) je leta 2004 posnet film o 23 letnem Ernestu »Fuserju« Guevari (ki je pozneje postal znan kot Che Guevara), ki se tik pred zaključkom študija medicine s prijateljem biokemikom Albertom »Mialom« Granadom odpravi na motoristično popotovanje po Južni Ameriki. Na poti sta doživela ogromne socialne razlike, ki so odločilno vplivale na Chejevo bodočo politično opredelitev.
Scenarist José Rivera je pri pisanju scenarija združil potopisa obeh akterjev: Guevarin Notas de viaje (Zapiski s poti) in Granadov Con Che por America Latina (S Chejem po Latinski Ameriki). Film je v času, ko se je večji del Južne Amerike začel politično obračati proti levi, ustvarila pisana mendarodna zasedba s koprodukcijskimi družbami iz Argentine, Čila, Francije, Nemčije, Peruja, Združenega kraljestva in ZDA. Brazilski režiser Walter Salles je pred snemanjem na Kubi obiskal Ernestovo vdovo, hčer in sinova ter takrat osemdesetletnega Alberta Granada, prizore je posnel v krajih v Argentini, Čilu in Peruju, katere sta Ernesto in Alberto tudi v resnici prepotovala, pri snemanju so večinoma najeli lokalne igralce.
Ena od izjem je mehiški igralec Gael García Bernal (v vlogi Ernesta), ki ga je režiser izbral kot »enega najbolj nadarjenih igralcev svoje generacije«. Pred snemanjem se je moral priučiti argentinskega naglasa, v telovadnici pridobiti Ernestovo atletsko postavo in se naučiti odigrati napade astme. Chejev daljni sorodnik Rodrigo de la Serna (v vlogi Alberta) se je moral zrediti za 10 kg, se naučiti plesati tango in mambo ter voziti motocikel.
Film je bil premierno prikazan leta 2004 na festivalu Sundance.

## Zgodba
Ernesto in Alberto se v začetku leta 1952 z motorjem Norton 500 (letnik 1939), ki ga krstita La Poderosa (Močna ženska), najprej odpravita v Miramar, kjer obiščeta bogato družino Ernestovega dekleta Chichine. Pot ju nato vodi po argentinski Patagoniji čez Piedro del Águila, San Martín de los Andes in Bariloche, kjer na poti srečata več negostoljubnih bogatih veleposestnikov. Tu v spočetka zabavnih prizorih spoznamo razlike v značajih na eni strani mirnega in za družbene razlike dojemljivega (kljub poreklu iz aristokratske družine) in za astmo bolehajočega Ernesta ter po drugi strani temperamentnega in radoživega Alberta.
Po prečkanju jezera Lago Frías vstopita v Čile, kjer ju pričaka sneg in se jima motocikel prvič pokvari in ga morata ročno privleči v Temuco. Tam pripravita lokalni časopis El Diario Austral, da objavi nekoliko prirejeno zgodbo o njunem potovanju. Na podlage tega članka jima uspe prepričati lokalnega mehanika, da jima brezplačno popravi motor. Ker se Ernesto na večerni zabavi zaplete z mehanikovo ženo, morat še isti večer pred pobesnelo množico pobegniti iz mesta. Na poti v Los Ángeles jima odpovedo zavore in v trčenju s kravo dokončno uničita motor in pot morata nadaljevati peš in z avtoštopom. V Valparaísu končno od domačih dobita nekaj denarja, Ernesto pa še izve, da ga je Chichina zapustila.
Pot ju nadalje vodi čez puščavo Atacama, kjer srečata brezpravno prebivalstvo, ki ga oblasti preganjajo zaradi simpatiziranja s komunizmom in je prisiljeno sprejeti izkoriščevalsko delo v nevarnem rudniku Chuquicamata, takrat v lasti ameriške multinacionalke. Na poti do Peruja in mesta Cuzco srečata še več podobno ljudi s socialnega dna, predvsem indijanskega porekla. Ernesto se ob ogledu Machu Piccha navduši nad inkovsko civilizacijo, nato pa se odpravita v Limo, kjer sta nekaj časa gosta zdravnika, s katerim sta se že pred začetkom potovanja domenila za opravljanje prakse. 
Ta ju pospremi do Pucallpe, kjer odplujeta na petdnevno plovbo do kolonije gobavcev San Pablo. Tam Ernesta prizadenejo stroga in neživljenjska redovniška pravila, ki kljub temu, da gobavost ni bila več nalezljiva, zahtevajo dosledno uporabo rokavic ter pogojevanje kosila s prisotnostjo pri maši. Še bolj pa ga pretrese, da zdravniško osebje in bolniki bivajo na ločenih bregovih Amazonke. Zato zavestno prekrši pravilo uporabe rokavic, z bolniki naveže človeške stike, ko z njimi igra nogomet in jim pomaga pri vsakdanjih delih, zadnji večer, ko praznuje 24. rojstni dan, pa se takoj po politično obarvanem govoru (kjer se zavzame za enotno Latinsko Ameriko) odloči preplavati reko in ga proslaviti na drugem bregu z bolniki. Osebje jima za rojstni dan podari splav, s katerim naslednji dan odplujeta proti kolumbijski Leticii. 
Zgodba zatem preskoči v Caracas, kjer se je njuno potovanje po šestih mesecih in več kot 12.000 prepotovanih kilometrih končalo. Alberto, ki tam dobi zaposlitev, ostane v Venezueli, Ernesto pa se z letalom vrne v Argentino. Na koncu filma podnapisi povedo o Chejevi vlogi pri kubanski revoluciji in da je Alberto leta 1960 sprejel njegovo povabilo za službovanje na Kubi.

## Nagrade
Film je bil leta 2004 na festivalu v Cannesu nominiran vštirih kategorijah. Prejel je nagrado Françoisa Chalaisa, nagrado ekumenske žirije in veliko tehnično nagrado. Le zlato palmo mu je speljal takrat dnevno-politično aktualni Moorov dokumentarec Fahrenheit 9/11.
Leta 2005 je pesem Al otro lado del río (Na drugo stran reke) Jorgeja Drexlerja prejela oskarja za najboljšo izvirno pesem. To je bila tudi prva z oskarjem nagrajena pesem v španščini. Film je bil nominiran še za najboljši prilagojen scenarij.
Na festivalu v San Sebastiánu je leta 2004 prejel nagrado občinstva.

## Kritike
Večina kritikov in občinstva je film dobro sprejela. Predvsem desno usmerjeni (in tudi peščica levo usmerjenih) kritikov filmu očita, da Che Guevaro prikazuje preveč idealistično in da niti čisto na koncu ne omeni nič o temnejših plateh njegove vloge pri kubanski revoluciji.  

## Glejte tudi
- Che Guevara